# Stefania di Hohenzollern-Sigmaringen
Stefania di Hohenzollern-Sigmaringen (Stephanie Josepha Friederike Wilhelmine Antonia di Hohenzollern-Sigmarinen, in portoghese Estefâna; Krauchenwies, 15 luglio 1837 – Lisbona, 17 luglio 1859) nata principessa di Hohenzollern-Sigmaringen, divenne regina di Portogallo come consorte di Pietro V del Portogallo.

## Biografia

### Infanzia ed educazione
Nata nel castello di Krauchenwies, Stefania era la maggiore delle figlie del principe Carlo Antonio di Hohenzollern-Sigmaringen (1811-1885) e della principessa Giuseppina di Baden (1813-1900). I suoi nonni paterni erano Carlo di Hohenzollern-Sigmaringen (1785-1853) e Maria Antonietta Murat (1793-1847), quelli materni Carlo II di Baden (1786-1818) e Stefania di Beauharnais (1789-1860).
Aveva cinque fratelli, tra i quali si ricordano il principe Leopoldo di Hohenzollern-Sigmaringen (1835-1905), succeduto al padre come capo della famiglia, Carlo (1839-1914), che fu primo re di Romania della famiglia Hohenzollern-Sigmaringen e Maria (1845-1912), che fu contessa delle Fiandre e madre del re Alberto I del Belgio.
Stefania ricevette un'educazione di tipo cattolico.
Quando la Principessa aveva undici anni, suo padre abdicò ai suoi diritti al Principato in favore del Re di Prussia e la famiglia si trasferì a Düsseldorf nel palazzo di Jägerhof, dove Stafania passò tutta la sua giovinezza.

### Matrimonio

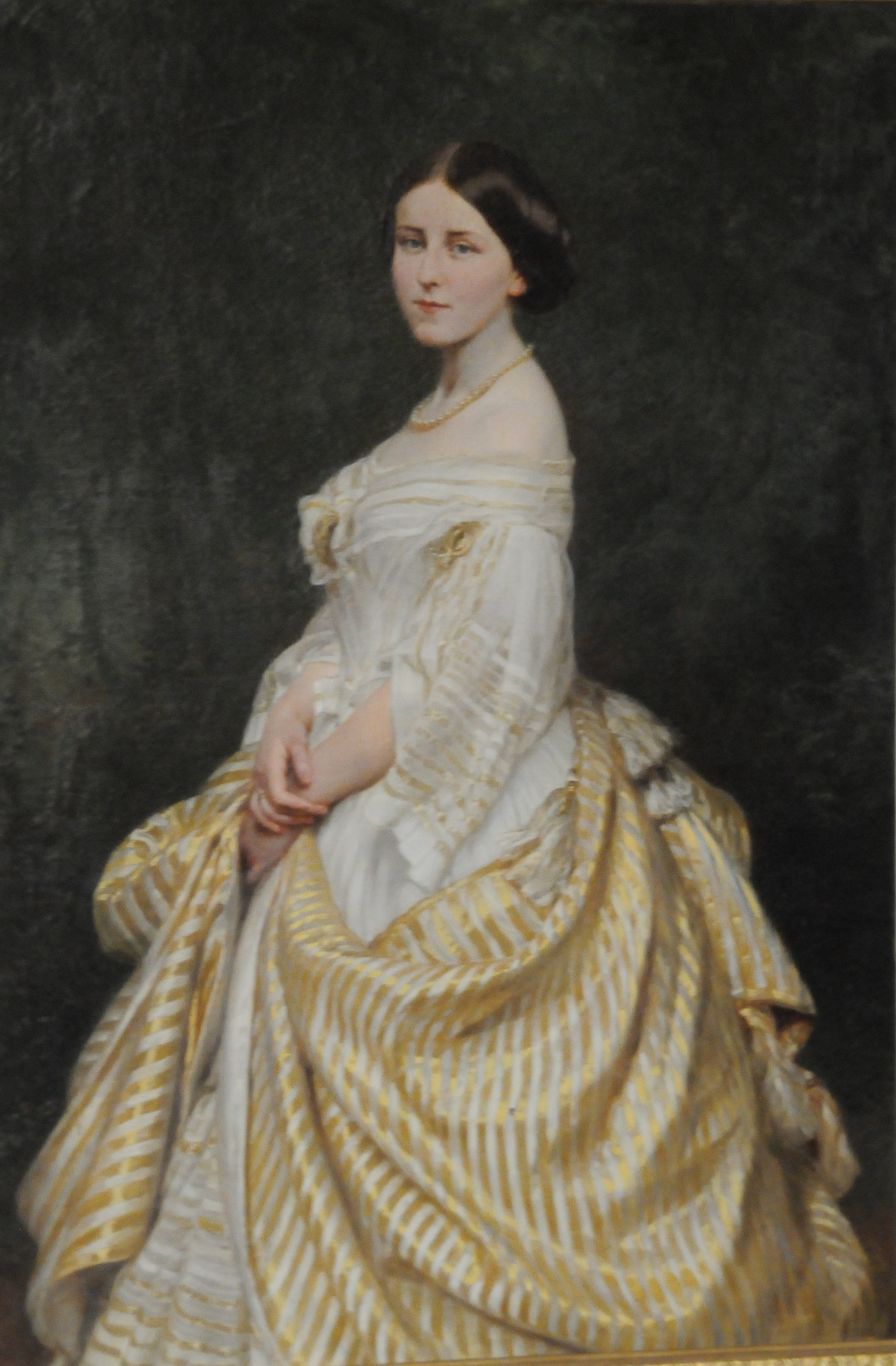
La regina Stefania di Hohenzollern-Sigmaringen ritratta da Karl Ferdinand Sohn nel 1860, Palazzo Nazionale di Ajuda

Stefania si sposò per procura il 29 aprile del 1858, nella città di Berlino, con il re Pietro V di Portogallo (1837-1861), figlio della regina Maria II (1819-1853) e del re Ferdinando di Sassonia Coburgo-Gotha (1819-1885), co-regnante assieme alla moglie.
Il 3 maggio partì da Düsseldorf per recarsi ad Ostenda, dove si imbarcò sul Mindelo diretta a Plymouth, in Inghilterra, dove la corvetta Bartolomeo Diaz l'attendeva per condurla nella sua nuova patria, dove giunse il 17 maggio. Il giorno seguente, il 18 maggio del 1858, nella chiesa de São Domingos a Lisbona, Stefania si sposò con il re Pietro V, diventando così regina consorte di Portogallo. Essi trascorsero la loro luna di miele a Sintra.

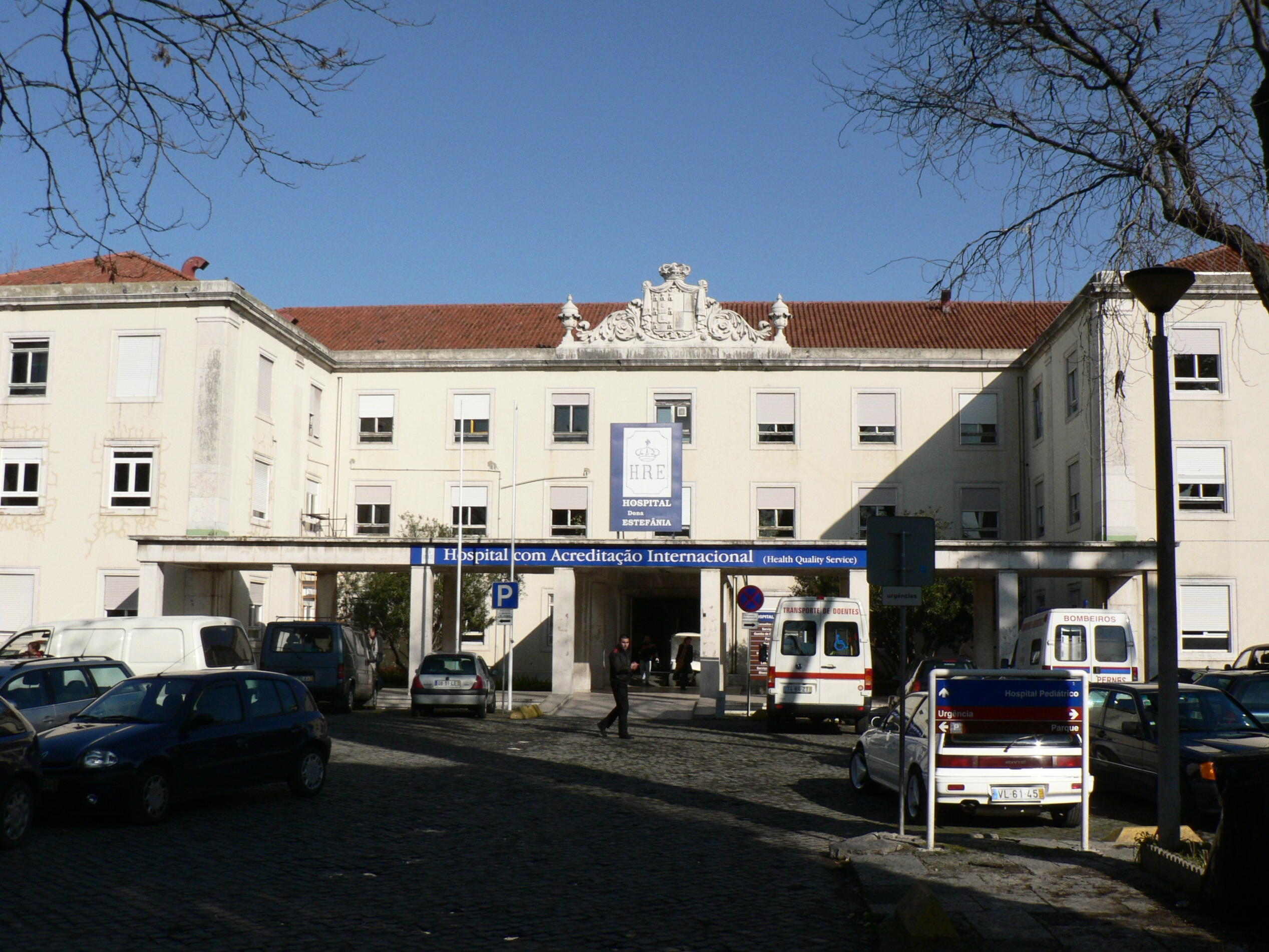
LHospital de Dona Estefânia a Lisbona.

Assieme al marito Stefania fondò diversi ospedali e istituzioni caritatevoli, che le diedero un'aura di popolarità tra i portoghesi di tutte le aree politiche e sociali. L'Hospital de Dona Estefânia a Lisbona venne chiamato così in suo onore.

### Morte
Entrambi gli sposi morirono pochi anni dopo il loro matrimonio: Stefania solo un anno dopo nel 1859, vittima della difterite, probabilmente contratta durante una visita a Vendas Novas. Pietro rimasto molto afflitto dalla morte prematura della moglie, per la quale provava un grande affetto, morì nel 1861 senza essersi risposato. Non avendo avuto figli, gli succedette il fratello minore Luigi (1838-1889) con il nome di Luigi I.
Le salme di Stefania di Hohenzollern-Sigmaringen e di Pietro V del Portogallo riposano nel Pantheon dei Braganza (Monastero di São Vicente de Fora).

## Ascendenza
|                                           |                      |                                                 | Genitori                                       |  |  | Nonni |  |  | Bisnonni                                  |  |  | Trisnonni                                  |  |
|                                           |                      |                                                 |                                                |  |  |       |  |  | Antonio Luigi di Hohenzollern-Sigmaringen |  |  | Carlo Federico di Hohenzollern-Sigmaringen |  |
|                                           |                      |                                                 |                                                |  |  |       |  |  | Antonio Luigi di Hohenzollern-Sigmaringen |  |  | Carlo Federico di Hohenzollern-Sigmaringen |  |
|                                           |                      | Giovanna di Hohenzollern-Berg                   |                                                |  |  |       |  |  | Antonio Luigi di Hohenzollern-Sigmaringen |  |  |                                            |  |
| Carlo di Hohenzollern-Sigmaringen         |                      |                                                 |                                                |  |  |       |  |  | Antonio Luigi di Hohenzollern-Sigmaringen |  |  |                                            |  |
|                                           |                      | Amalia Zefirina di Salm-Kyrburg                 | Filippo Giuseppe di Salm-Kyrburg               |  |  |       |  |  |                                           |  |  |                                            |  |
|                                           |                      | Amalia Zefirina di Salm-Kyrburg                 | Filippo Giuseppe di Salm-Kyrburg               |  |  |       |  |  |                                           |  |  |                                            |  |
|                                           |                      | Amalia Zefirina di Salm-Kyrburg                 | Maria Theresa di Hornes                        |  |  |       |  |  |                                           |  |  |                                            |  |
| Carlo Antonio di Hohenzollern-Sigmaringen |                      | Amalia Zefirina di Salm-Kyrburg                 |                                                |  |  |       |  |  |                                           |  |  |                                            |  |
|                                           |                      | Pierre Murat                                    | Pierre Murat                                   |  |  |       |  |  |                                           |  |  |                                            |  |
|                                           |                      | Pierre Murat                                    | Pierre Murat                                   |  |  |       |  |  |                                           |  |  |                                            |  |
|                                           |                      | Pierre Murat                                    | Jeanne Loubières                               |  |  |       |  |  |                                           |  |  |                                            |  |
| Maria Antonietta Murat                    |                      | Pierre Murat                                    |                                                |  |  |       |  |  |                                           |  |  |                                            |  |
|                                           |                      | Louise d'Astorg                                 | Aymeric d'Astorg                               |  |  |       |  |  |                                           |  |  |                                            |  |
|                                           |                      | Louise d'Astorg                                 | Aymeric d'Astorg                               |  |  |       |  |  |                                           |  |  |                                            |  |
|                                           |                      | Louise d'Astorg                                 | Marie Alanyou                                  |  |  |       |  |  |                                           |  |  |                                            |  |
| Stefania di Hohenzollern-Sigmaringen      |                      | Louise d'Astorg                                 |                                                |  |  |       |  |  |                                           |  |  |                                            |  |
|                                           | Carlo Luigi di Baden | Carlo I di Baden                                |                                                |  |  |       |  |  |                                           |  |  |                                            |  |
|                                           | Carlo Luigi di Baden | Carlo I di Baden                                |                                                |  |  |       |  |  |                                           |  |  |                                            |  |
|                                           | Carlo Luigi di Baden | Carolina Luisa d'Assia-Darmstadt                |                                                |  |  |       |  |  |                                           |  |  |                                            |  |
| Carlo II di Baden                         | Carlo Luigi di Baden |                                                 |                                                |  |  |       |  |  |                                           |  |  |                                            |  |
|                                           |                      | Amalia d'Assia-Darmstadt                        | Luigi IX d'Assia-Darmstadt                     |  |  |       |  |  |                                           |  |  |                                            |  |
|                                           |                      | Amalia d'Assia-Darmstadt                        | Luigi IX d'Assia-Darmstadt                     |  |  |       |  |  |                                           |  |  |                                            |  |
|                                           |                      | Amalia d'Assia-Darmstadt                        | Carolina del Palatinato-Zweibrücken-Birkenfeld |  |  |       |  |  |                                           |  |  |                                            |  |
| Giuseppina di Baden                       |                      | Amalia d'Assia-Darmstadt                        |                                                |  |  |       |  |  |                                           |  |  |                                            |  |
|                                           |                      | Conte Claude de Beauharnais des Roches-Baritaud | Claude de Beauharnais                          |  |  |       |  |  |                                           |  |  |                                            |  |
|                                           |                      | Conte Claude de Beauharnais des Roches-Baritaud | Claude de Beauharnais                          |  |  |       |  |  |                                           |  |  |                                            |  |
|                                           |                      | Conte Claude de Beauharnais des Roches-Baritaud | Maria Anna Francesca Mouchard                  |  |  |       |  |  |                                           |  |  |                                            |  |
| Stefania di Beauharnais                   |                      | Conte Claude de Beauharnais des Roches-Baritaud |                                                |  |  |       |  |  |                                           |  |  |                                            |  |
|                                           |                      | Claudine de Lézay-Marnésia                      | Marchese Claude de Lézay-Marnézia              |  |  |       |  |  |                                           |  |  |                                            |  |
|                                           |                      | Claudine de Lézay-Marnésia                      | Marchese Claude de Lézay-Marnézia              |  |  |       |  |  |                                           |  |  |                                            |  |
|                                           |                      | Claudine de Lézay-Marnésia                      | Marie-Claudine de Nettancourt-Vaubécourt       |  |  |       |  |  |                                           |  |  |                                            |  |
|                                           |                      | Claudine de Lézay-Marnésia                      |                                                |  |  |       |  |  |                                           |  |  |                                            |  |